# Geschichte des Düngers

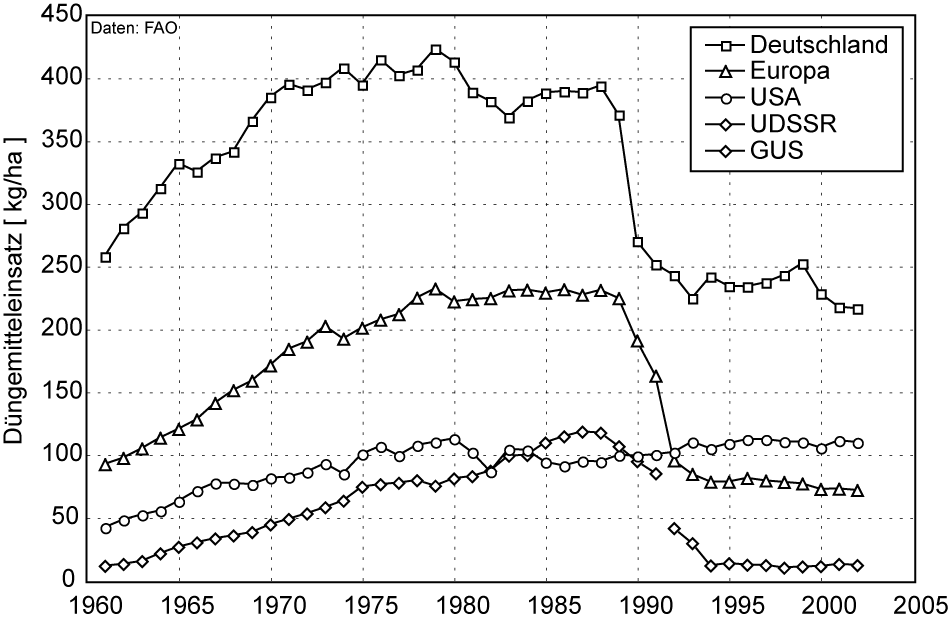
Düngemittelverbrauch ausgewählter Staaten und Regionen 1961–2002

Die Geschichte des Düngers beginnt mit der bewussten Einbringung von Stoffen durch den Menschen beim Ackerbau.

## Von Altertum bis zur Moderne
Bereits im Alten Ägypten wurden landwirtschaftlich genutzte Felder gedüngt, anfangs auf natürlichem Wege durch den Nilschlamm, ab etwa 4000 v. Chr. in vielen Regionen auch gezielt zur Steigerung der Ernte mit tierischen und menschlichen Fäkalien bestreut. Die Römer und auch die Kelten begannen kohlensauren Kalk und Mergel als Dünger zu verwenden.
Dem Ackerboden wurde der notwendige Stickstoff in Form von Mist, Ernterückständen und durch eine bestimmte Fruchtfolge mit Leguminosen zugeführt (Gründüngung), ohne dass den Menschen die genauen Zusammenhänge bekannt waren. Erst um 1840 konnte der Chemiker Justus von Liebig die wachstumsfördernde Wirkung von Stickstoff, Phosphaten und Kalium nachweisen. Stickstoff erhielt man zum Beispiel in Form von Nitraten zunächst vor allem durch den Einsatz von Guano, einer Substanz, die sich aus den Exkrementen von Seevögeln bildet. Da die natürlichen Vorräte an mineralischem Dünger begrenzt sind und größtenteils aus Südamerika eingeführt werden mussten, sann man nach einer Methode, Stickstoffverbindungen synthetisch zu erzeugen. William Crookes legte 1898 dar, dass bis zum Jahr 1918 die Nachfrage nach Stickstoffverbindungen das Angebot bei weitem übersteigen werde und der westlichen Welt eine Hungersnot ungeahnten Ausmaßes drohe. Ein erster Durchbruch bei der Fixierung des Luftstickstoffs gelang 1898 mit der Darstellung von Calciumcyanamid nach dem Frank-Caro-Verfahren, bei dem Calciumcarbid bei hohen Temperaturen atmosphärischen Stickstoff aufnimmt und so fixiert.

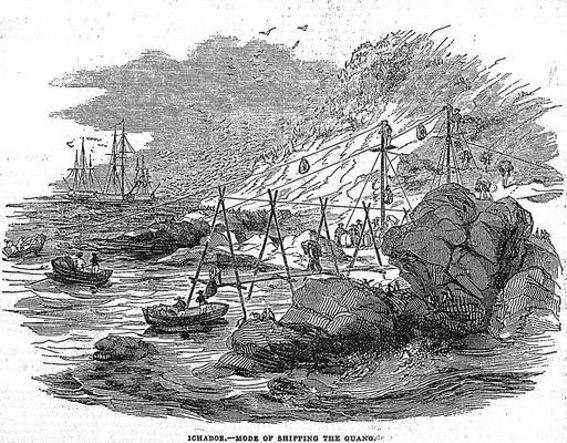
Verschiffung von Guano im 19. Jahrhundert

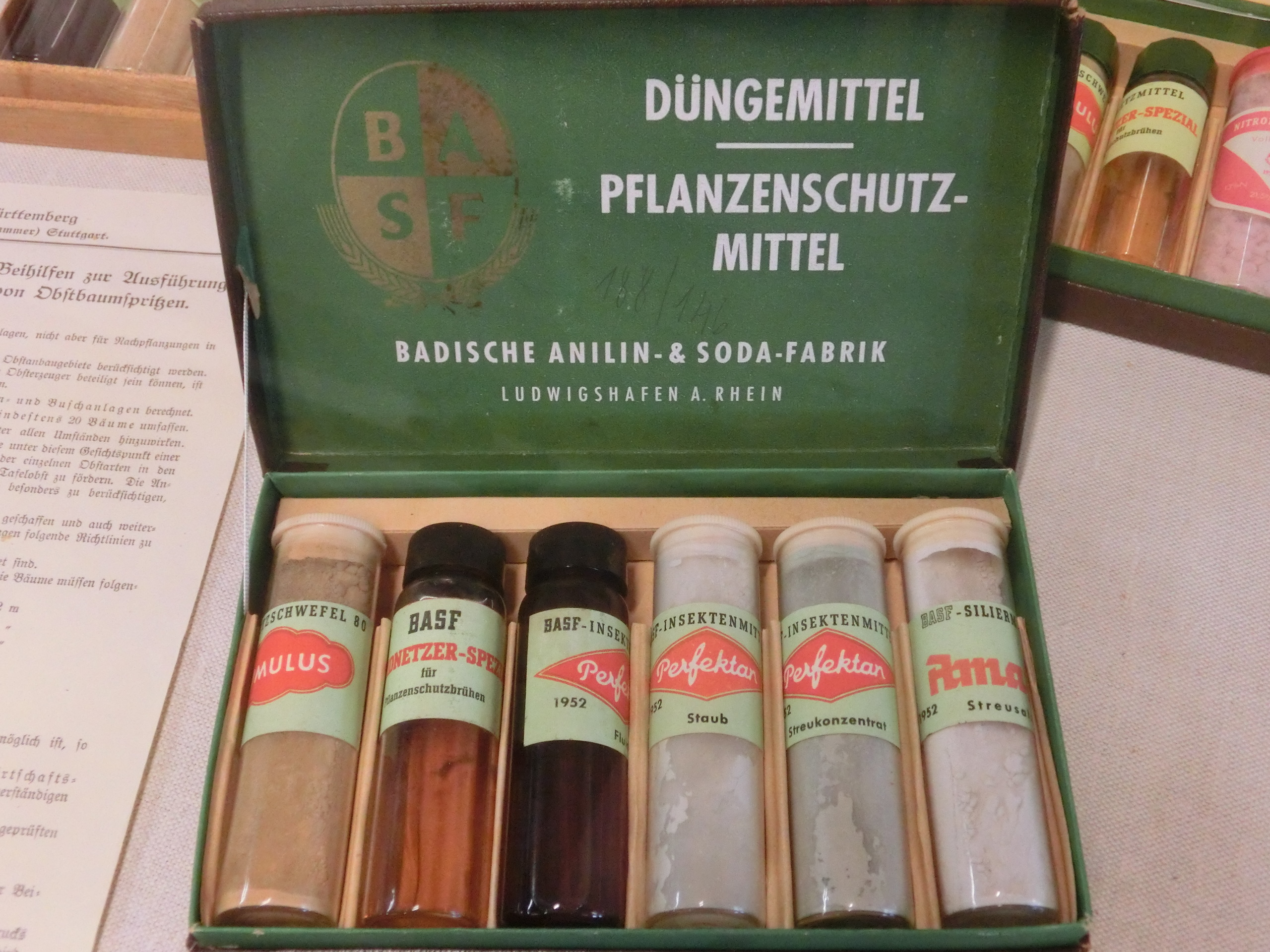
Dünge- und Pflanzenschutzmittel der BASF; Ausstellungsstück im Oberschwäbischen Museumsdorf Kürnbach

### 20. Jahrhundert
Zwischen 1905 und 1908 entwickelte der Chemiker Fritz Haber die katalytische Ammoniak-Synthese. Dem Industriellen Carl Bosch gelang es daraufhin, ein Verfahren zu finden, das die massenhafte Herstellung von Ammoniak ermöglichte. Dieses Haber-Bosch-Verfahren bildete die Grundlagen der Produktion von synthetischem Stickstoff-Dünger. Im Jahr 1913 nahm die BASF erstmals eine Anlage nach dem Haber-Bosch-Verfahren im Werk Ludwigshafen-Oppau in Betrieb. Selbst im 21. Jahrhundert sind die wichtigsten Dünger immer noch die auf Ammoniak basierenden Stickstoffdünger wie Ammoniumnitrat und Harnstoff.
Alwin Mittasch entwickelte und testete etwa 3000 verschiedene Katalysatoren auf Basis von Eisenoxid mit verschiedenen umsetzungsbeschleunigenden Substanzen, die er Aktivator oder Promotor nannte. Durch die Entdeckung des Edaphons 1922 durch den Mikrobiologen Raoul Heinrich Francé gab es die Möglichkeit, nach Alternativen zu suchen. Einen weiteren chemischen Prozess zur Produktion von Düngemitteln erfand Erling Johnson 1927 im Schmelzwerk Odda (Odda Smelteverk), den man dementsprechend den Odda-Prozess nennt.
Gerhard Ertls viel spätere Studien zur Adsorption von Stickstoff wurden mit einem Nobelpreis belohnt.
Seit dem Zweiten Weltkrieg brachte die Industrie vermehrt Düngemittel mit unterschiedlicher Zusammensetzung auf den Markt. Diese Entwicklung wurde durch preiswertes Erdöl begünstigt, das sowohl als Energieträger für den Antrieb von Maschinen als auch Rohstoff in der chemischen Industrie diente. Zugleich entwickelten sich Alternativen wie die Biologisch-dynamische Landwirtschaft und weitere Formen Ökologische Landwirtschaft. Dabei wurde jedoch die Glaubwürdigkeit der biologisch-dynamischen Landwirtschaft, die sich auf Rudolf Steiner beruft, aufgrund fehlender wissenschaftlicher Grundlagen immer wieder in Zweifel gezogen.
Annie Francé-Harrar, eine bekannte Autorin, die nach seinem Tod von Raoul Heinrich Francé 1943 einen Teil seines Lebenswerkes fortsetzte, fand zunächst wenig Anklang in der Fachwelt. Seit 1959 hat sie vergeblich versucht, einen Verlag zu finden, um ein illustriertes „Handbuch des Bodenlebens“ zu veröffentlichen. Doch auch bis nach ihrem Tod zeigte keiner der einschlägigen Fachverlage Interesse an den Ergebnissen ihrer Forscherarbeit. Dieses Buch konnte erst 2011 erscheinen.
Im letzten Viertel des 20. Jahrhunderts geriet der mineralische Dünger jedoch zunehmend in die Kritik, da seine übermäßige Verwendung oft ökologische Schäden verursacht. Seit den 1980er Jahren sankt der Verbrauch von mineralischen Düngemitteln in vielen Ländern. Dennoch wurde das Problem der Grundwasserbelastung mit Nitraten zum Beispiel in Deutschland bisher nicht gelöst.
Der Bedeutung des Regenwurms wurde erst verhältnismäßig spät eine Beachtung in der Wissenschaft geschenkt.

### 21. Jahrhundert
Zunehmender Wohlstand führte zu einer Veränderung der Ernährungsgewohnheiten und seit etwa 2013 wieder zu einem steigenden Düngemitteleinsatz. Heutzutage werden auch  künstliche neuronale Netze eingesetzt, um die Auswirkungen von Düngung vorherzusagen und Düngungsempfehlungen abzugeben, insbesondere Convolutional Neural Networks (CNNs) und Long short-term memory (LSTM).
Im März 2022 eröffnete der nigerianische Unternehmer Aliko Dangote in Lagos die größte Düngemittelfabrik Afrikas.
Angesichts der im Frühjahr 2022 gestiegenen Düngemittelpreise und der Sanktionen gegen Russland seit dem Überfall auf die Ukraine kam es in Deutschland zu einer Diskussion um eine mögliche Düngemittelverknappung. Der Industrieverband Agrar (IVA) warnt vor einem Gas-Embargo gegen Russland. Dem Deutschen Bauernverbandes müsse Deutschland, da die Herstellung von Stickstoffdünger sehr gasintensiv sei, eine Düngemittelreserve angelegen – vergleichbar der bestehenden Ölreserve.